# Оскар Штаудінгер
Оскар Штаудінгер (нім. Oskar Staudinger; 13 травня 1917, Лебау — 5 травня 1943, Атлантичний океан) — німецький офіцер-підводник, оберлейтенант-цур-зее крігсмаріне.

## Біографія
3 квітня 1936 року вступив на флот. В жовтні 1938 року відряджений в морську авіацію. В серпні-грудні 1941 року пройшов курс підводника. З жовтня 1941 року — вахтовий офіцер в 1-й флотилії, потім пройшов курс командира підводного човна. З 3 вересня по 10 грудня 1942 року — командир підводного човна U-638. З грудня 1942 року — референт інституту з випробування торпед в Екернферде. З 1 квітня 1943 року — знову командир U-638. 20 квітня 1943 року вийшов у свій перший і останній похід. 5 травня потопив британський торговий теплохід Dolius водотоннажністю 5507 тонн, навантажений баластом; 4 з 70 членів екіпажу загинули. Того ж дня U-638 був потоплений в Північній Атлантиці північно-східніше Ньюфаундленда (54°12′ пн. ш. 44°05′ зх. д.) глибинними бомбами британського корвета «Санфлавер». Всі 44 члени екіпажу загинули.

## Звання
- Кандидат в офіцери (3 квітня 1936)
- Морський кадет (10 вересня 1936)
- Фенріх-цур-зее (1 травня 1937)
- Оберфенріх-цур-зее (1 липня 1938)
- Лейтенант-цур-зее (1 жовтня 1938)
- Оберлейтенант-цур-зее (1 жовтня 1940)
- Капітан-лейтенант (1 квітня 1943)